# 宮川町 (新潟県)
宮川町（みやがわまち）は、かつて新潟県刈羽郡にあった町。

## 地理
西側は日本海に面する。

## 沿革
- 1889年（明治22年）4月1日 - 町村制施行に伴い刈羽郡宮川村、大湊村が合併し、宮川町が発足。
- 1901年（明治34年）11月1日 - 刈羽郡椎谷町と合併し、高浜町となり消滅。